# 崎久保春美
崎久保 春美（さきくぼ はるみ）は、兵庫県出身のジャズシンガー。ミス・インターナショナル1989の「準ミス日本代表」。
シャンソン歌手・崎久保輝美は又従姉妹である。

## 経歴
1966年頃、神戸市灘区篠原に生まれる。神戸市立長峰中学校、神戸市立赤塚山高等学校（現・神戸市立六甲アイランド高等学校）を経て甲南女子大学短期大学部卒業。
日本航空のグランドホステス(地上勤務職員)として働く傍らミスコンに応募。
1988年、ミス日本。
1989年7月16日、ぎふ中部未来博の会場で行われた「ミス・インターナショナルとミス・ワールドの日本代表を選考する大会」でミス・インターナショナルの「準ミス日本代表」に選ばれる。この時の身長は173センチ、上から88-58-88。なお、同日同じ舞台でミス・ワールド日本代表に選ばれた崎久保和美は、双子の姉妹である。
ミス・インターナショナルの後しばらくは東京の事務所に所属、国際親善活動をしながらドレス、水着を中心とした写真撮影やステージのモデルとして全国で活動。
2007年、始めて行ったライブハウスでジャズボーカルに出会い、翌年そこでライブハウスデビュー。
2019年現在、神戸を中心とする関西のライブハウス・ホテル・イベント等でステージをこなす。

### ディスコグラフィ
2018年9月、自身がボーカルを務める弦楽器とのユニットHarumi Sakikubo&16Strings30Fingersが、ファーストアルバムDiga Diga Dooをリリース。